# Бисертский муниципальный округ
Бисе́ртский городской округ — муниципальное образование в Свердловской области России, относится к Западному управленческому округу. Административный центр — пгт Бисерть.
С точки зрения административно-территориального устройства области, Бисертский городской округ находится в границах административно-территориальной единицы Нижнесергинский район.
С 1 января 2025 года имеет статус муниципального округа.

## Физико–географическая характеристика
Бисертский городской округ расположен в юго-западной части Свердловской области.
Площадь территории округа составляет 1289 км² (по другим данным — 130,1 км²).
На территории округа протекают реки: Бисерть, Лакташ, Демид, Барышан, Смолянка, Мельничная, Кобылиха.
На территории имеются пруды: Бисертский, Киргишанский, Уваровский, на реке Смолянке.
Для северной части территории характерны богатые минеральными ресурсами холмы и увалы.
До 1925 года заводская домна работала на местном сырьё Киргишанского, Крутихинского и Косогорского рудников.
Имеются месторождения железной руды с высоким содержанием железа.
Имеются небольшие месторождения медного колчедана, залежи бокситов, алюминиевого песка.
На реках Чигишан и Бисерти имеются известковые залежи.
С 1907 годы на реках Каменке и Баской известны золотые и платиновые россыпи.
Имеется месторождение кирпичных глин.

## История
13 сентября 1996 года по результатам местного референдума Постановлением Правительства Свердловской области № 784-п на территории Нижнесергинского района было образовано Бисертское муниципальное образование со статусом посёлка.
21 июля 2004 года Областным законом № 34-03 муниципальное образование Бисертское наделено статусом городского округа.
1 января 2006 года муниципальное образование переименовано в Бисертский городской округ.

## Население
| 2010   | 2011    | 2012    | 2013    | 2014    | 2015    | 2016  |
| ------ | ------- | ------- | ------- | ------- | ------- | ----- |
| 10 661 | ↘10 606 | ↘10 403 | ↘10 306 | ↘10 224 | ↘10 202 | ↘9991 |
| 2017   | 2018    | 2019    | 2020    | 2021    | 2023    |       |
| ↘9965  | ↘9921   | ↘9880   | ↗9906   | ↘9711   | ↘9586   |       |

## Состав городского округа
| № | Населённый пункт | Тип населённого пункта      | Население |
| - | ---------------- | --------------------------- | --------- |
| 1 | Бисерть          | пгт, административный центр | ↘9245     |
| 2 | Киргишаны        | село                        | ↘360      |
| 3 | Октябрьский      | посёлок                     | ↘15       |
| 4 | Первомайский     | посёлок                     | ↘50       |
| 5 | Чеботаево        | посёлок                     | ↗3        |

## Экономика

### Железоделательный завод
В округе функционирует железоделательный завод.
С наступлением Великой Отечественной войны завод стал специализироваться на производстве артиллерийских боеприпасов.
После войны завод начал специализироваться на выпуске продукции: сельскохозяйственного машиностроения, военного назначения, товаров народного потребления.

### Лесозаготовка
В нынешнее время большое значение для округа имеет лесозаготовка.